# Hành vi học

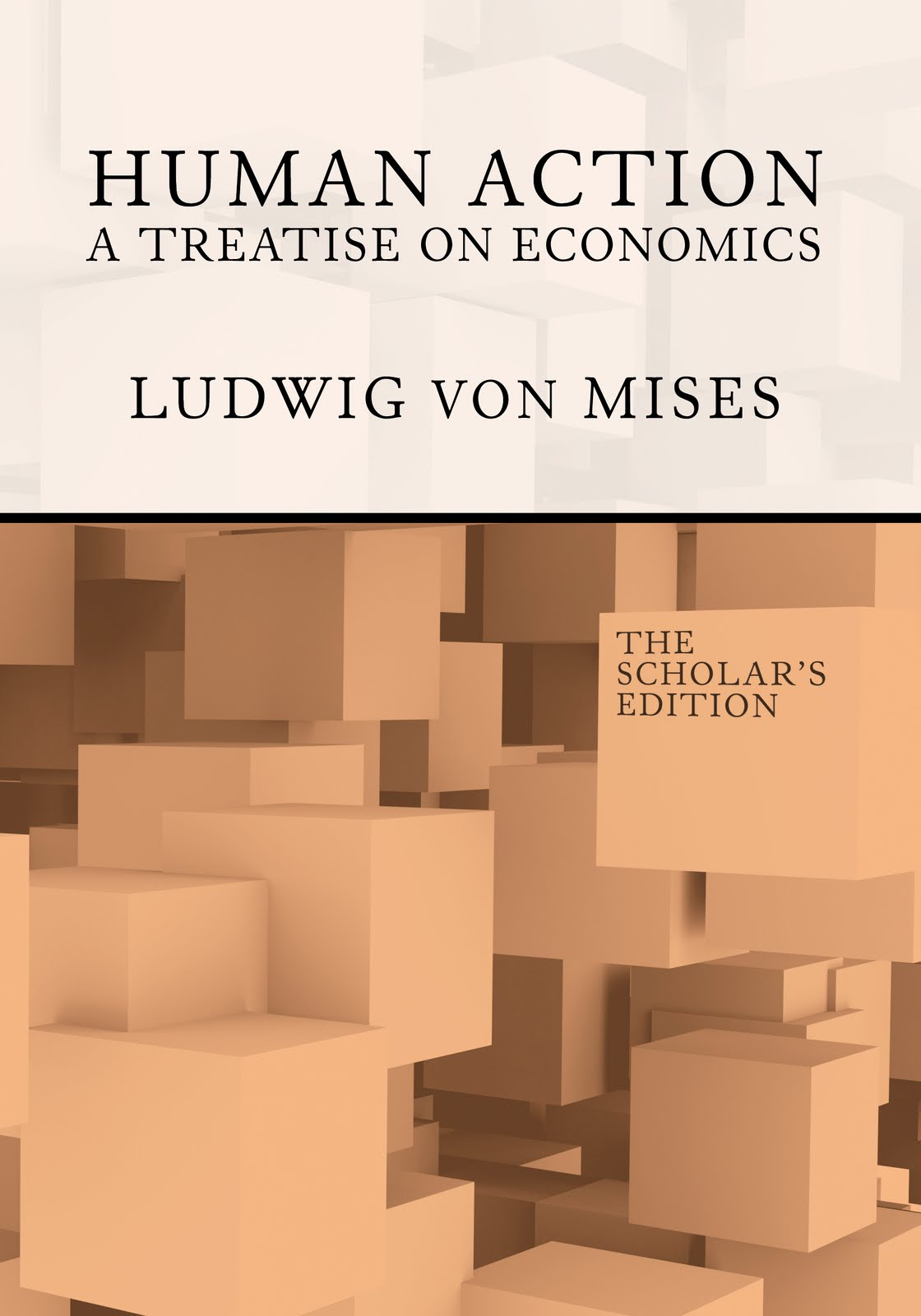
Hành vi học

Hành vi học là ngành học, nghiên cứu về tất cả những hành vi của động vật (tế bào đơn lẻ, côn trùng, chim, thú có vú, cá, người).  Nghiên cứu hành vi động vật quan tâm tới hiểu biết nguyên nhân, chức năng, phát triển và tiến hóa của hành vi.

## Hành vi người
Hành vi người là nghiên cứu suy diễn về hành động con người dựa trên tiên đề hành động. Việc sử dụng phổ biến nhất của thuật ngữ này là liên quan đến Trường phái kinh tế Áo, như được thành lập bởi nhà kinh tế Ludwig von Mises. Hành vi người thường được nghiên cứu bởi những nhà tâm lý học, nhân loại học, nhà nghiên cứu hành vi người, và những nhà xã hội học.

## Hành vi thú nuôi
Nghiên cứu hành vi thú nuôi:
- Nghiên cứu nguyên nhân của hành vi bao gồm tất cả những kích thích bên ngoài và bên trong ảnh hưởng đến hành vi.
- Nghiên cứu chức năng của hành vi gồm những ảnh hưởng gián tiếp (hấp dẫn bạn tình) hay chức năng thích nghi trong một môi trường nhất định (nằm chụm vào nhau khi lạnh)
- Nghiên cứu sự phát triển của hành vi tập trung vào việc thay đổi của hành vi thông qua cuộc sống của động vật.
- Nghiên cứu tiến hóa của hành vi liên quan đến nguồn gốc và những thay đổi của hành vi qua các thế hệ